# Cyriel Verschaeve
Pour les articles homonymes, voir Verschaeve.
Cyriel Charles Marie Joseph Verschaeve, né à Ardoye (Belgique) le 30 avril 1874 et mort à Hall en Tyrol (Autriche) le 8 novembre 1949, est un prêtre nationaliste flamand, écrivain et collaborateur du régime nazi durant la Seconde Guerre mondiale.

## Biographie
Cyriel Verschaeve est né dans une famille catholique de Flandre-Occidentale. Son père, François, est teinturier et a une petite entreprise industrielle où le linge de la région est blanchi et teint. Sa mère, Mélanie Delforche, est une femme généreuse et attentionnée. Le frère de Cyriel est procureur du Roi à Courtrai. Durant son enfance et son adolescence, Verschaeve est un grand mélancolique. À l'école primaire, à Ardoye, c'est un enfant introverti et curieux. Il aime beaucoup lire, en particulier les romans héroïques de Hendrik Conscience. Il apprend aussi à sculpter auprès de Henri Boncquet.
De 1886 à 1892, Verschaeve étudie au petit séminaire de Roulers, où, à l'époque, les cours sont donnés en français. Il entre en contact avec le mouvement étudiant flamand et devient un grand admirateur d'Albrecht Rodenbach.
En 1892, il commence des études de philosophie à Roulers. De 1893 à 1896, il étudie la théologie au grand séminaire de Bruges. Cependant, le contenu des cours ne l'intéresse que moyennement. Influencé par des amis de son village, il s'intéresse plus aux romantiques allemands et au nationalisme flamand. Le 12 juin 1897, il est ordonné prêtre.
De 1896 à 1911, il enseigne au Collège Saint-Joseph de Tielt, en classe de poésie (avant-dernière année de l'école secondaire). En 1898, il suit un semestre de conférences du philosophe Rudolf Eucken à l'université d'Iéna. Là, il admire la rigueur de la science allemande et la richesse de la culture allemande. Il en vient à la conclusion qu'il appartient au monde germanique et non latin.
À partir de 1907, il commence à publier de nombreux ouvrages et des contributions dans des revues catholiques pro-flamandes, telles que Ons Leven, Dietsche Warande en Belfort et Jong Dietschland. Après avoir enseigné pendant quinze ans, il remet sa démission à son évêque et devient aumônier dans un petit village flamand, où il peut se consacrer à ses activités littéraires.

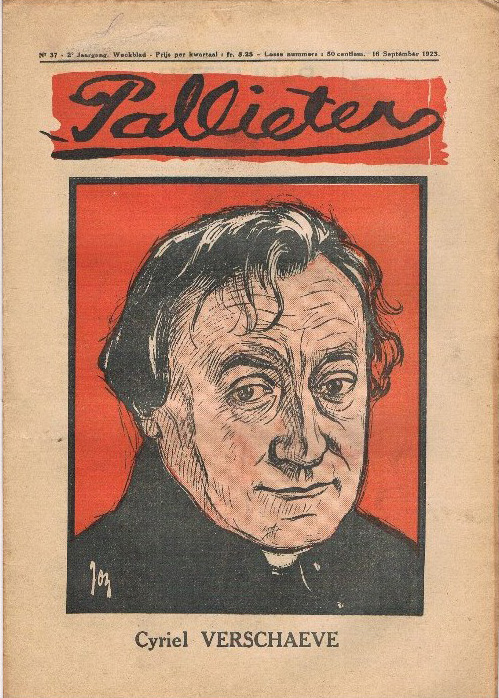
Cyriel Verschaeve
(Jos De Swert, 1923)

Le 4 novembre 1911, il devient vicaire d'Alveringem, une commune se trouvant juste derrière le Front de l'Yser. Durant la Première Guerre mondiale, Verschaeve devient le conseiller spirituel du Frontbeweging, mouvement nationaliste flamand. Après l'Armistice, la condamnation du Frontbeweging par les autorités belges convainc Verschaeve qu'il n'y a plus rien à attendre de la Belgique. Plus tard, il pose la première pierre de la Tour de l'Yser à Dixmude, qui sera inaugurée en 1930. Dans les années qui suivent, Verschaeve se distancie du pèlerinage de l'Yser, trop modéré à son goût. Il se détourne de la politique belge et de la démocratie. Il est alors fasciné par des mouvements autoritaires comme le Verdinaso et le nazisme.
En 1936, il reçoit le prix Rembrandt de l'université de Hambourg et l'année suivante, il est fait docteur honoris causa de l'Université catholique de Louvain.

## Collaboration
L'été 1940, Verschaeve écrit Het Uur van Vlaanderen (L'heure de la Flandre) où il explique sa sympathie pour l'Allemagne nazie. Le 6 novembre 1940, il est nommé par l'administration militaire allemande à la tête du Conseil culturel flamand. Les évêques belges et le clergé diocésain entrevoient cette collaboration avec beaucoup de suspicion, mais se gardent néanmoins de réagir par crainte de représailles.
L'été 1941, pendant l'opération Barbarossa allemande, Verschaeve apporte son soutien entier à la « Légion flamande » et s'occupe du recrutement de soldats. En 1944, il tient une réunion avec Heinrich Himmler à propos de la « question flamande ». Il y explique à Himmler que, bien qu'il rejette le paganisme nazi, il pense que le nazisme pourrait être complémentaire au message de l'Église. Jusqu'à la fin de l'offensive alliée contre la Wehrmacht dans l'ouest de la Belgique, Verschaeve continue à recruter des jeunes flamands catholiques pour combattre dans des divisions SS contre le « bolchévisme satanique ».
Fin août 1944, il est évacué par une unité SS en Allemagne, où il devient consultant du « gouvernement flamand en exil » dirigé par Jef van de Wiele. Il s'enfuit en Autriche en 1945, où il devient un réfugié politique.  Le 12 novembre 1947, il est déchu de la nationalité belge par la cour martiale de Bruges. Bien que condamné à mort par contumace en Belgique, il continue à vivre clandestinement en Autriche jusqu'à la fin de sa vie. Il meurt en 1949 d'une crise cardiaque au presbytère de Solbad Hall et est enterré dans cette localité.

## Après sa mort
En 1973, des membres du Vlaamse Militanten Orde, organisation paramilitaire flamande d'extrême droite, exhument les ossements de Verschaeve pour les enterrer en terre flamande. Verschaeve reste une figure populaire au sein de l'extrême droite et des mouvements nationalistes flamands.
Bien qu'il soit une figure controversée du fait de sa collaboration avec les nazis, Verschaeve a laissé son nom dans la toponymie de plusieurs communes flamandes. Ainsi, on trouve encore une Cyriel Verschaevelaan (avenue Cyriel Verschaeve) à Zoersel (mais les plaques de cette avenue mentionnent sa condamnation pour faits de collaboration), à Kapelle-op-den-Bos ou encore une Cyriel Verschaeveplein (place Cyriel Verschaeve) à Alveringem, où un musée local raconte sa vie et « ses fautes de parcours ».
À Lanaken, la commune a décidé en octobre 2017 de retirer son nom d'une rue pour celui d'Anne Frank, conformément au choix des habitants. De la même façon, la Cyriel Verschaevestraat de Courtrai est sur le point d'être renommée.
À Puers-Saint-Amand, à quelques centaines de mètres seulement de l'ancien camp de concentration de Breendonck, on trouvait une Cyriel Verschaevestraat dès 1937. Le conseil communal a organisé un « mini-référendum » parmi les habitants concernés en février-mars 2017. Une grande majorité avait alors choisi de conserver le nom de la rue, mais en janvier 2020, le conseil communal a décidé de renommer la voie, malgré l'opposition des nationalistes flamands,.